# Walter Meier
Walter Meier   (Rogätz, 3 d'agost de 1927 - Halle, 25 de març de 2017) és un atleta alemany, especialista en el decatló, que va competir sota bandera de la República Democràtica Alemanya durant les dècades de 1950 i 1960.
El 1956 va prendre part en els Jocs Olímpics d'Estiu de Melbourne, on fou sisè de la prova del decatló del programa d'atletisme. Quatre anys més tard, als Jocs de Roma, sou setzè en l'mateixa prova.
En el seu palmarès destaca una medalla de bronze en la prova del decatló del Campionat d'Europa d'atletisme de 1958, rere els soviètics Vasili Kuznetsov i Uno Palu. Va guanyar la competició de decatló del Festival Mundial de la Joventut i els Estudiants de 1954 i fou segon en les edicions de 1953, 1955 i 1957. Es proclamà campió nacional de decatló el 1952 i 1958 i de salt d'alçada el 1950, 1951, 1952 i 1954. De 1953 a 1958 va establir set rècords nacionals de decatló.
Una vegada retirat va exercir de professor a la Universitat Martí Luter de Halle-Wittenberg i va escriure diversos llibres de memòries.

## Millors marques
- Decatló. 7.294 punts (1958)[1][7]